# 毛樺
毛樺（拉丁語：Betula pubescens），又称毛白桦、欧洲白桦，是樺樹的一種，原產地是北歐、冰島、北亞、格陵蘭島。毛樺是一種落葉喬木，高約10至20米。毛樺是白樺的親屬物種，外表極為相似。